# Lingvägen

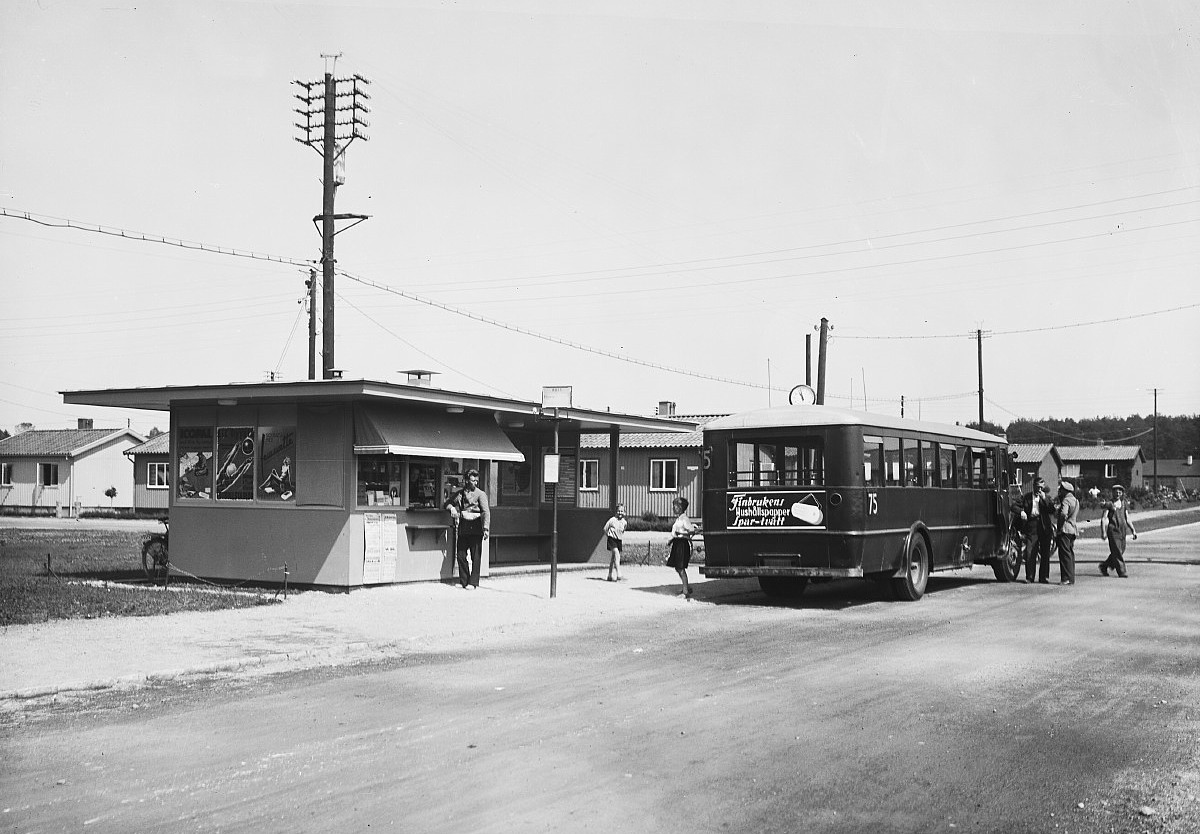
Ändhållplatsen Lingvägen/Victor Balcks väg, buss på linje 75 till Skanstull (bussen står på Lingvägen), 1937.

Lingvägen är en gata i Söderort inom Stockholms kommun som går från Nynäsvägen vid Skogskyrkogården nästan ända fram till Farsta, genom stadsdelarna Tallkrogen, Gubbängen och Hökarängen.

## Historik
Lingvägens norra del anlades 1933–1934 som en av huvudgatorna genom det så kallade "Olympiaområdet" i Tallkrogen. Gatan är uppkallad efter Pehr Henrik Ling (som kallas "den svenska gymnastikens fader"). Två andra huvudgator har uppkallats efter idrottarna Victor Balck respektive Eric Lemming.
Innan Tallkrogens tunnelbanestation öppnade 1950 fanns en bussförbindelse med linje 75 från korsningen Lingvägen/Victor Balcks väg till Skanstull. Vid Lingvägen 155 i hörnet med Örbyleden invigdes Farsta brandstation den  18 oktober 1956. Här finns även Hökarängens tunnelbanestation som  togs i bruk den 1 oktober 1950 (då som ändstation).

## Bilder

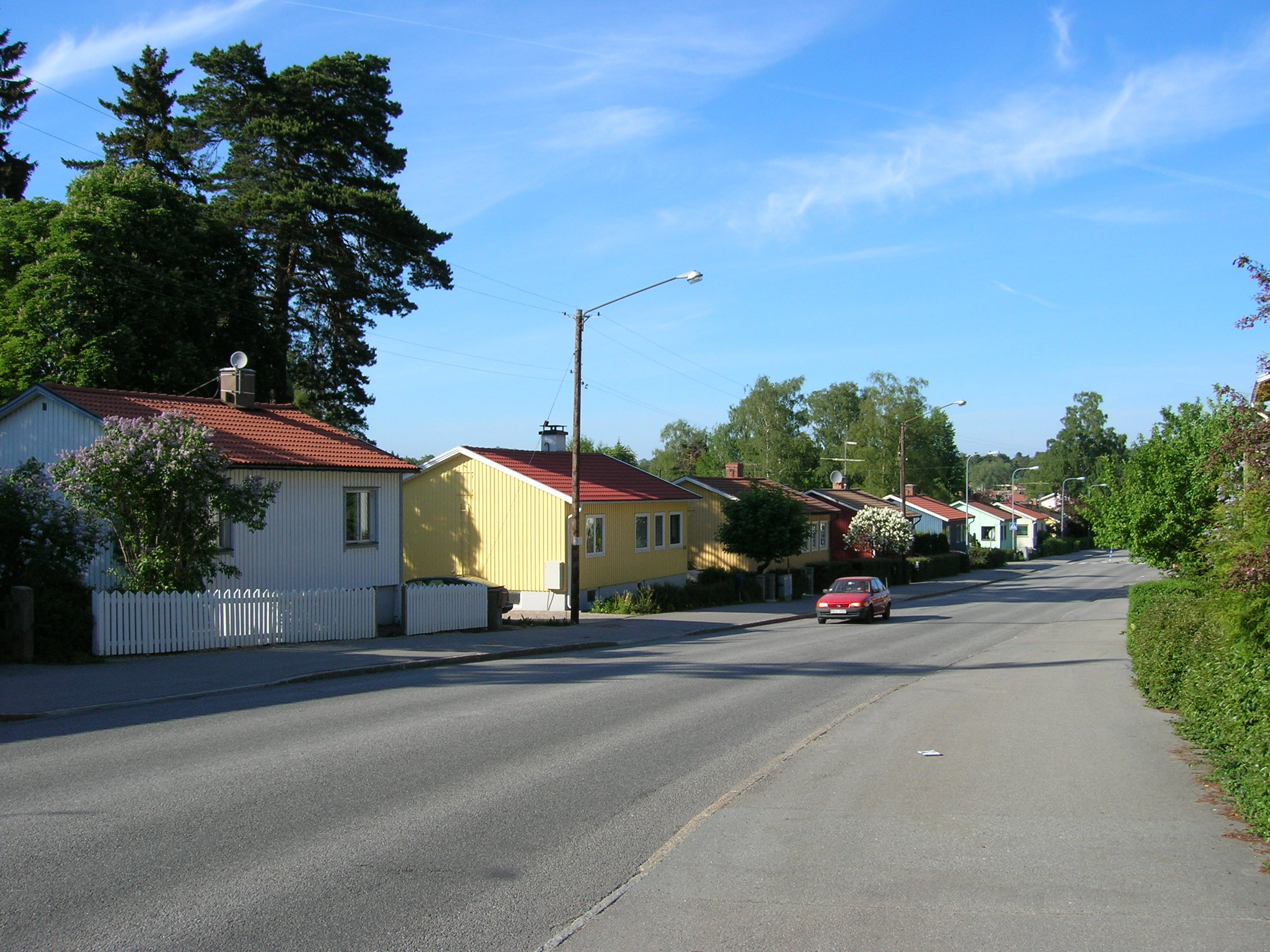
Lingvägen i Tallkrogen.
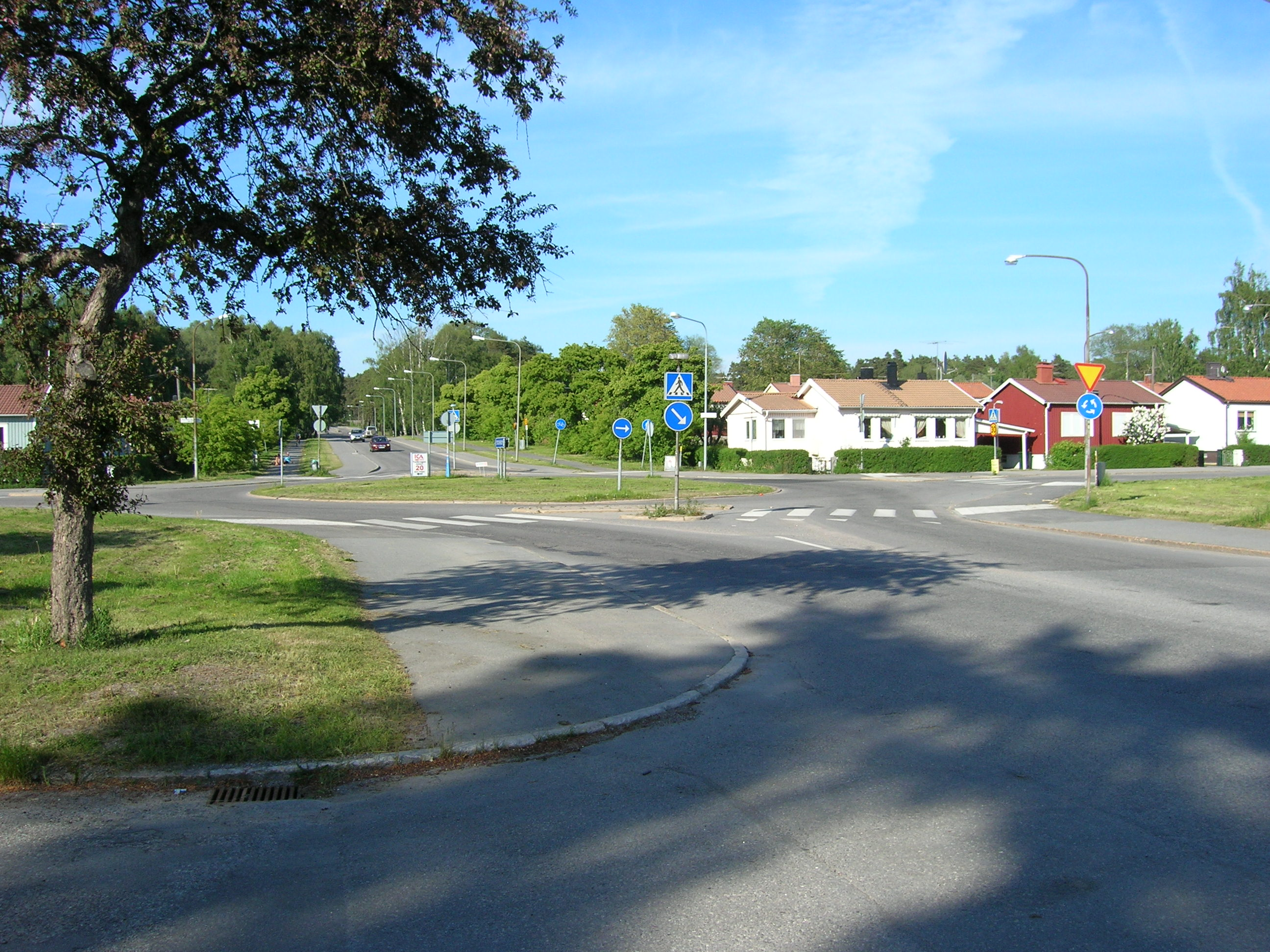
Rondellen vid korsningen Lingvägen/Viktor Balcks väg.
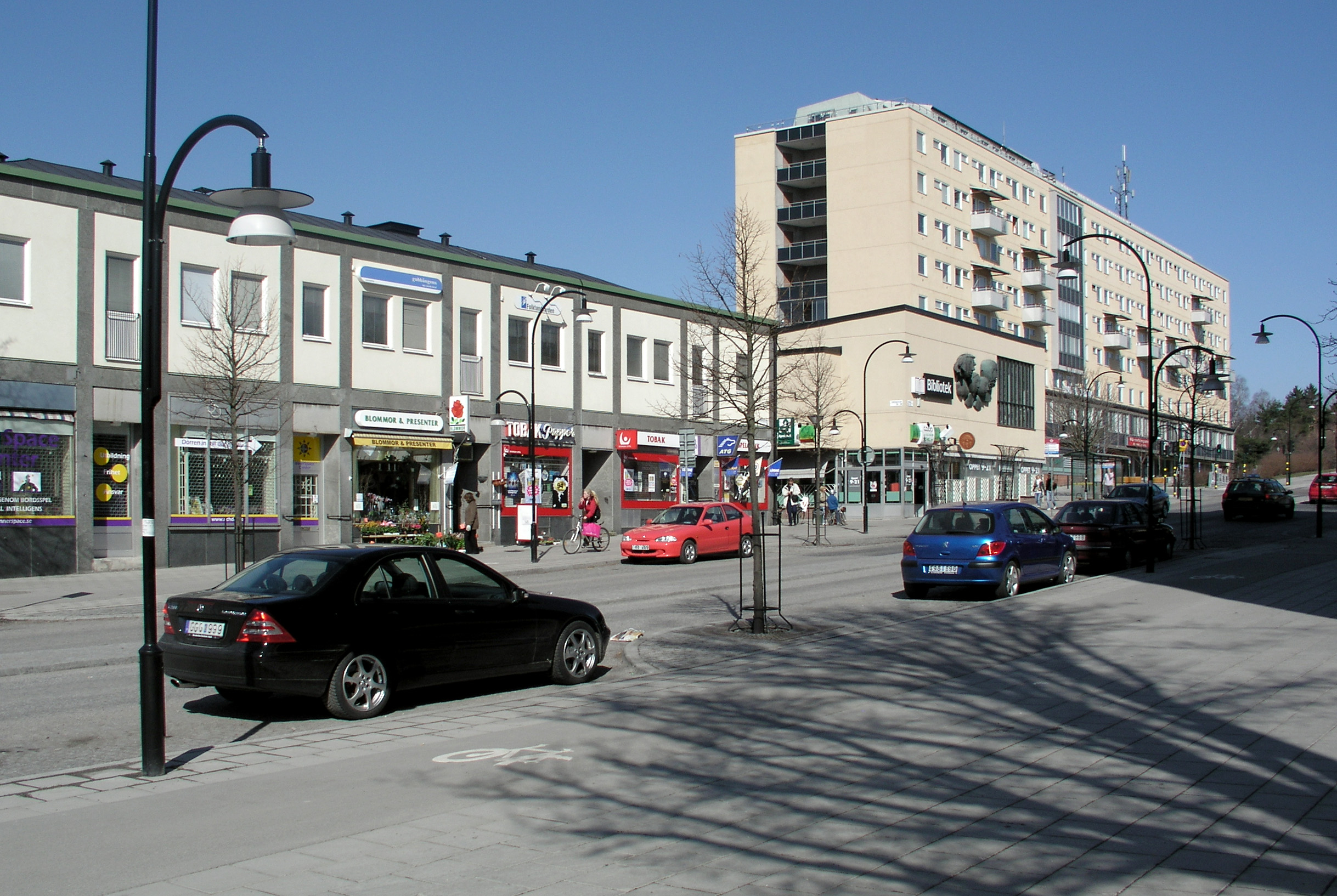
Lingvägen vid Gubbängens centrum.
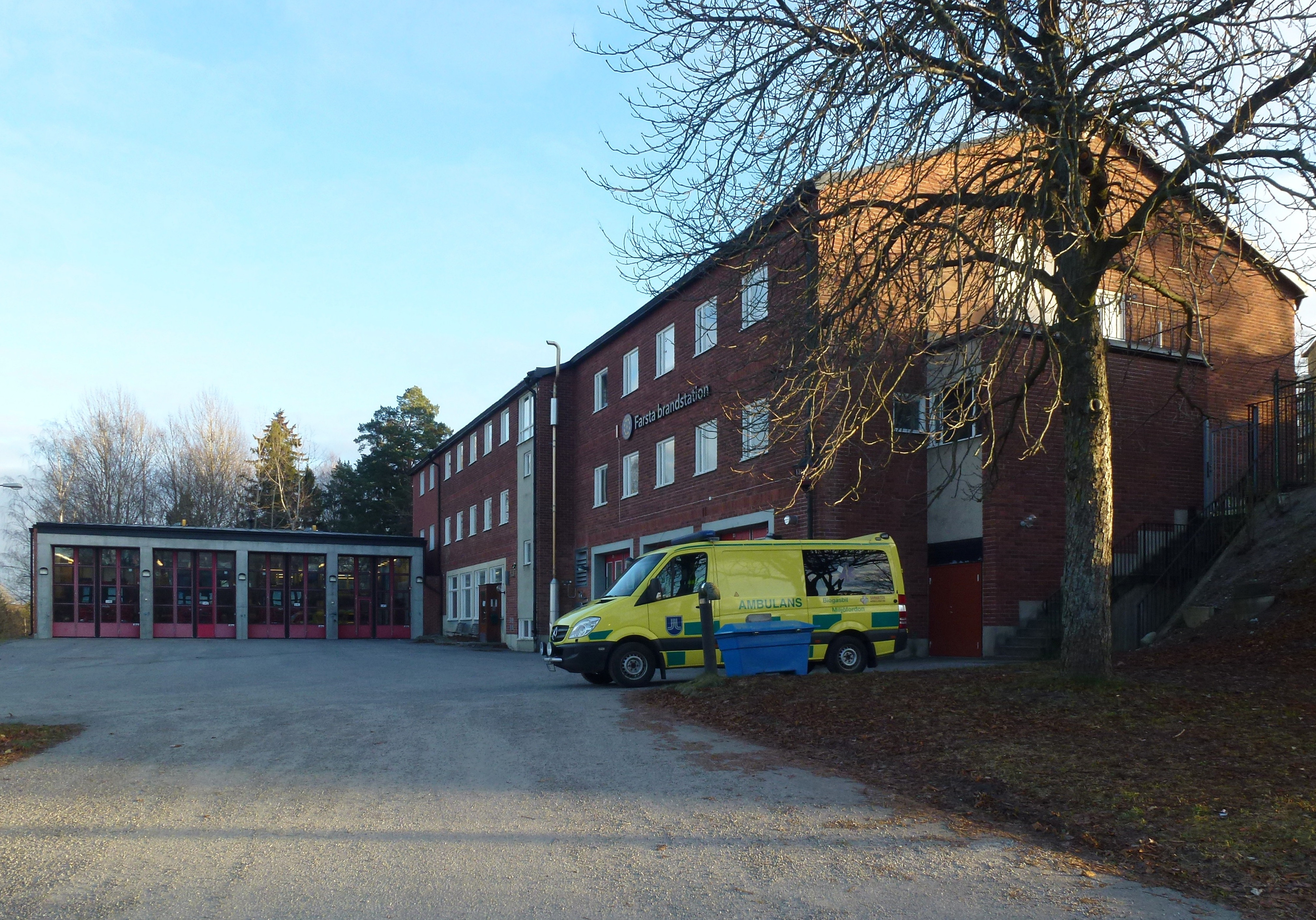
Farsta brandstation, Lingvägen 155.